# گلن اکوو (مریلند)
گلن اکوو (به انگلیسی: Glen Echo) شهری در ایالت مریلند کشور ایالات متحده آمریکا است که جمعیت آن در سرشماری سال ۲۰۱۰ میلادی، ۲۵۵ نفر بوده‌است.